# Wally Wood
Wallace Allan Wood, född 17 juni 1927 i Menahga, Minnesota, död 2 november 1981 i Los Angeles var en amerikansk serietecknare. Han var känd som Wally Wood (ett namn som han ogillade) och medverkade bland annat i satirtidningen Mad Magazine.